# Rhabdocoela
Rhabdocoela — ряд плоских червів класу Rhabditophora. Кишковик має вигляд прямої трубки, за що ряд і отримав свою назву. Ротовий отвір, який розташований завжди на черевній стороні, веде в м'язисту глотку. Ротовий отвір лежить посередині черевної сторони тіла, ближче до переднього або заднього його кінця. Головний нервовий вузол зазвичай на передньому кінці тіла. У більшості — прісноводні форми. Деякі форми живуть в морі і у вологому ґрунті. Деякі види живуть як ектосимбіонти або паразити інших прісноводних тварин, таких як членистоногі, молюски та черепахи. У прісних водах звичайні Microstomum lineare, Mesostomum eherenbergi. Деяким рабдоцелідам, крім статевого, властиве безстатеве розмноження за допомогою поперечного поділу.

## Підряди
- Kalyptorhynchia
- Dalytyphloplanida